# Jan Koenderink
Jan Johan Koenderink (* 1943) ist ein niederländischer Physiker, Mathematiker und Informatiker, der sich vor allem mit der Erforschung der visuellen Wahrnehmung befasst.

## Leben
Koenderink studierte Mathematik, Physik und Astronomie an der Universität Utrecht mit dem Diplom 1967 und der Promotion 1972. Danach war er an den Universitäten Utrecht und Groningen, bevor er 1978 eine volle Professur für Physik und Astronomie in Utrecht erhielt. 2008 emeritierte er. Ab 2010 war er Gastprofessor am MIT, an der Katholischen Universität Löwen und ab 2013 auch wieder in Utrecht.
Er befasst sich mit Psychophysik (experimenteller Psychologie) und Kognitionswissenschaft auf dem Gebiet visueller Wahrnehmung, theoretischer Neurophysiologie der Sinne und theoretischen Kognitionswissenschaften, Kolorimetrie, Differentialgeometrie von Kurven und Flächen im dreidimensionalen Raum, Computer-Sehen und Bildverarbeitung. Koenderink entwickelte nach ihm benannte Filter in der Analyse des CMB.
1990 wurde er Mitglied der Königlich Niederländischen Akademie der Wissenschaften und 2010 der Königlich Flämischen Akademie der Wissenschaften. 2013 erhielt er den Azriel Rosenfeld Preis der ICCV. 1987 wurde er Ehrendoktor an der Katholischen Universität Löwen. 2015 erhielt er den Wolfgang Metzger Preis der Gesellschaft für Gestalttheorie und ihre Anwendungen und 2016 einen Humboldt-Forschungspreis.

## Schriften
- Color for the Sciences, MIT Press 2010
- Solid Shape, MIT Press 1990
- The structure of image, . Biological Cybernetics, Band 50, 1984, S. 363–370.
- Optic flow, Vision Research, Band 26, 1986, S. 161–180
- mit A. J. van Doorn: Affine structure from motion, Journal of the  Optical Society of America, Serie A, Band 8, 1991, S. 377–385
- mit A. J. van Doorn: The internal representation of solid shape with respect to vision, Biological Cybernetics, Band 32, 1979, S. 211–216
- mit K. J. Dana, B. van Ginneken, S. K. Nayar: Reflectance and texture and of real-world surfaces, ACM Transaction on Graphics, 18, 1999, S. 1–34